# Amphioplus lucyae
Amphioplus lucyae är en ormstjärneart som beskrevs av Tommasi 1971. Amphioplus lucyae ingår i släktet Amphioplus och familjen trådormstjärnor. Inga underarter finns listade i Catalogue of Life.